# آنا ألكوت برات
آنا ألكوت برات (بالإنجليزية: Anna Alcott Pratt)‏ هي كاتِبة أمريكية، ولدت في 16 مارس 1831 في فيلادلفيا في الولايات المتحدة، وتوفيت في 17 يوليو 1893.